# George Marsden
George Mish Marsden (ur. 25 lutego 1939) – amerykański historyk, teolog protestancki, emerytowany profesor Uniwersytetu w Notre Dame, w stanie Indiana, specjalista w zakresie stosunków między religią a kulturą, zwłaszcza kulturowego oddziaływania fundamentalizmu protestanckiego i ewangelikalizmu. Jego najbardziej znaczącą publikacją z tego zakresu jest książka pt. Fundamentalism and American Culture (1980).

## Życiorys
Jego ojciec był pastorem w konserwatywno-ewangelikalnym Orthodox Presbyterian Church (Prawowiernym Kościele Prezbiteriańskim).
W 1959 uzyskał licencjat w Haverford College, w 1960 tytuł magistra humanistyki na Uniwersytecie Yale, w 1963 tytuł bakałarza teologii w Westminster Theological Seminary, a w 1965 stopień doktora filozofii (Philosophy Doctor) na Uniwersytecie Yale. Był wykładowcą wielu uczelni, w tym Calvin College oraz Uniwersytecie Duke’a, a od 1992 zajmował katedrę im. Francisa A. McAnaneya w Uniwersytecie Notre Dame, w którym ostatecznie uzyskał status profesora emerytowanego.
Do powszechnego obiegu weszła sformułowana przez niego sentencja głosząca, że „fundamentalista to ewangelikalny chrześcijanin, który jest na coś wściekły”.

## Wybrane publikacje
- C.S. Lewis’s “Mere Christianity”: A Biography (Princeton University Press, 2016)
- Jonathan Edwards: A Life (Yale University Press, 2003)
- The Outrageous Idea of Christian Scholarship (Oxford University Press, 1997)
- The Soul of the American University: From Protestant Establishment to Established Nonbelief (Oxford University Press, 1994)
- Understanding Fundamentalism and Evangelicalism (William B. Eerdmans, 1991)
- Fundamentalism and American Culture (Oxford University Press, 1980; wyd. 2, 2006)[1][3]